# 费雷拉 (帕库什-迪费雷拉)
费雷拉 (帕库什-迪费雷拉)是葡萄牙波尔图区的一个堂区。总面积5.89平方公里，总人口4085人，人口密度693.5人/平方公里。